# Dejan Raičković
Dejan Raičković (* 27. Oktober 1967 in Titograd, SFR Jugoslawien) ist ein montenegrinischer Fußballtrainer und ehemaliger Fußballspieler.
In seiner Fußballkarriere als Spieler war Raičković beim FK Sarajevo, Hannover 96, dem FC Carl Zeiss Jena, dem Berliner AK, Rot-Weiß Oberhausen und Tennis Borussia Berlin unter Vertrag. Er bestritt insgesamt 208 Spiele in der 2. Bundesliga (5 Tore) und 106 Spiele (10 Tore) in der Regionalliga.
Von 2006 bis 2007 war Raičković Trainer von Tennis Borussia Berlin. Seit August 2008 war er als Trainer beim Oberligisten Spandauer SV tätig.
Im April 2010 übernahm er das Traineramt beim FSV Bernau in der Landesliga Nord (Brandenburg).